# Juan Antonio Román
Juan Antonio Román (Almería, España; 18 de septiembre de 1942 – 22 de enero de 2025) fue un futbolista y entrenador de fútbol español que jugó en la posición de extremo.

## Carrera

### Jugador
| Periodo   | Club            |
| --------- | --------------- |
| 1963–1965 | Granada CF      |
| 1965–1967 | Sevilla FC      |
| 1967–1970 | Real Valladolid |
| 1970–1971 | UD Salamanca    |
| 1971–1973 | FC Cartagena    |

### Entrenador
| Periodo   | Club                |
| --------- | ------------------- |
| 1977–1978 | CD San Fernando     |
| 1978-1980 | Poli Almería        |
| 1985-1988 | RB Linense          |
| 1993-1994 | UD Almería          |
| 1994      | Polideportivo Ejido |
| 1995-1996 | Poli Almería        |
| 1997-1998 | Poli Almería        |